# Дхангадхи
Дхангадхи (непальск. धनगढी) — город в западной части Непала, административный центр района Кайлали в провинции Судурпаштин-Прадеш, являющийся одновременно столицей последней. Получил статус города в 1976 году и в настоящее время разделён на 19 административных районов. Граничит с индийским штатом Уттар-Прадеш на юге.
Является седьмым по численности населения городом в Непале, а также одним из крупнейших городов провинции Судурпаштин-Прадеш. По данным переписи 2011 года, имеет население 147 181 человек. Площадь Дхангадхи составляет 261,75 км².

## Экономика
Дхангадхи является экономическим центром дальнезападной части Непала и одним из торговых центров провинции Судурпаштин-Прадеш. Также это крупный образовательный и медицинский центр западного Непала.

## Климат
Самые холодные месяцы — январь и декабрь (средняя температура около 15 °C), самый жаркий — июнь (средняя температура около 31 °C). Наибольшее количество осадков выпадает в августе (около 675 мм), наименьшее — в ноябре (около 4 мм).
| Показатель                                                | Янв. | Фев. | Март | Апр. | Май  | Июнь  | Июль  | Авг.  | Сен.  | Окт. | Нояб. | Дек. | Год    |
| --------------------------------------------------------- | ---- | ---- | ---- | ---- | ---- | ----- | ----- | ----- | ----- | ---- | ----- | ---- | ------ |
| Средний суточный максимум, °C                             | 20,8 | 24,8 | 30,4 | 35,9 | 37,2 | 36,3  | 33,1  | 32,8  | 32,4  | 31,5 | 27,8  | 23,3 | 30,53  |
| Средний суточный минимум, °C                              | 7,1  | 9,3  | 13,0 | 17,6 | 22,5 | 25,2  | 25,7  | 25,5  | 24,2  | 18,7 | 12,4  | 8,2  | 17,45  |
| Норма осадков, мм                                         | 30,6 | 39,1 | 22,7 | 21,3 | 70,1 | 301,5 | 655,9 | 674,7 | 412,2 | 55,4 | 4,0   | 15,4 | 2302,9 |
| Источник: Department of Hydrology and Meteorology (Nepal) |      |      |      |      |      |       |       |       |       |      |       |      |        |